# Xiphidiotrema lockerae
Xiphidiotrema lockerae är en plattmaskart. Xiphidiotrema lockerae ingår i släktet Xiphidiotrema och familjen Troglotrematidae. Inga underarter finns listade i Catalogue of Life.